# شنل قرمزی (فیلم ۱۹۸۹)
«شنل قرمزی» (انگلیسی: Red Riding Hood) فیلمی در ژانر فانتزی است که در سال ۱۹۸۷ منتشر شد. از بازیگران آن می‌توان به ایزابلا روسلینی، کریگ تی. نلسن، و املیا شانکلی اشاره کرد.